# Bodianus sepiacaudus
Bodianus sepiacaudus là một loài cá biển thuộc chi Bodianus trong họ Cá bàng chài. Loài này được mô tả lần đầu tiên vào năm 2006.

## Từ nguyên
Từ định danh của loài được ghép bởi hai từ trong tiếng Latinh: sepia ("mực viết") và cauda ("đuôi"), hàm ý đề cập đến vệt đen như mực trên cuống đuôi của chúng.

## Phạm vi phân bố và môi trường sống
B. sepiacaudus chỉ được biết đến rải rác tại một số địa điểm ở Tây Thái Bình Dương, bao gồm đảo Sulawesi và Flores (Indonesia); Fiji; Kiritimati (quần đảo Line); đảo Cebu (Philippines); rạn san hô Holmes (biển San Hô).
B. sepiacaudus sống ở vùng nước có độ sâu khoảng từ 20 đến ít nhất là 75 m.

## Mô tả
B. sepiacaudus có chiều dài cơ thể tối đa được ghi nhận là 10 cm. Cá trưởng thành có các dải sọc ngang màu đỏ và trắng xen kẽ (các dải đỏ dày hơn). Các sọc màu đỏ trở nên sẫm đen ở thân sau. Có đốm đen lớn trên nắp mang. Vây bụng có màu trắng. Cuống đuôi có một vệt đen nổi bật. Vây đuôi có các dải hình lưỡi liềm, theo thứ tự từ trong ra ngoài: trắng hoặc vàng, đỏ và đen viền ngoài cùng. Cá con có 3 dải sọc đen dày, cách nhau bởi các dải trắng: hai dải đen dưới cùng hợp thành một đốm đen lớn trên khắp đuôi, vây đuôi viền trắng.
Số gai ở vây lưng: 12; Số tia vây ở vây lưng: 10; Số gai ở vây hậu môn: 3; Số tia vây ở vây hậu môn: 12; Số tia vây ở vây ngực: 16–17.
B. sepiacaudus cũng được xem là một loài cá cảnh.

### Trích dẫn
- Martin F. Gomon (2006). “A revision of the labrid fish genus Bodianus with descriptions of eight new species” (PDF). Records of the Australian Museum, Supplement. 30: 1–133. ISSN 0812-7387.